# Werischen
Werischen (armenisch Վերիշեն) ist ein Dorf in der armenischen Provinz Sjunik.